# Barry Levinson
Barry Levinson (Baltimore, Maryland, 6 d'abril de 1942), és un guionista, director, actor i productor de cinema i televisió estatunidenc. Va guanyar un Oscar al millor director per la pel·lícula Rain Man (1988).

## Biografia
Va néixer en el si d'una família jueva dedicada al comerç de mobles i electrodomèstics. Va assistir durant un temps a la facultat de periodisme de l'American University de Washington. Sense acabar els seus estudis es va traslladar a finals dels anys 60 a Califòrnia amb la intenció de provar fortuna com a guionista. Els seus primers guions van ser per a programes de televisió com The Marty Feldman Comedy Machine, The Lohman and Barkley Show, The Tim Conway Show i The Carol Burnett Show.
Levinson es va casar amb l'escriptora Valerie Curtin el 1975. Es van divorciar set anys després per casar-se amb Dianna Rhodes a qui va conèixer a Baltimore mentre filmava Diner.
La primera pel·lícula cinematogràfica escrita per Levinson va ser Street Girls (1975), un film dirigit per Michael Miller. Més tard va col·laborar amb Mel Brooks a Silent Movie (1976) i High Anxiety (1977), aconseguint la seva primera nominació al premi Oscar per Justícia per a tothom (1979), una pel·lícula protagonitzada per Al Pacino que va dirigir Norman Jewison.
Al començament dels anys 80 va debutar com a director amb Diner (1982), comèdia dramàtica de tall autobiogràfic amb què va tornar a ser candidat a l'Oscar com a millor guionista. El seu segon llargmetratge en la direcció va ser El millor (1984), film ambientat en el món del beisbol que va comptar amb el protagonisme de Robert Redford. Més tard va estrenar El jove Sherlock Holmes (1985), pel·lícula d'aventures que va ser produïda per Steven Spielberg, Tin Men (1987), la segona història ambientada a Baltimore després de Diner, i Good Morning, Vietnam (1987), amb Robin Williams com a discjòquei a la guerra del Vietnam.
El seu major èxit, en l'aspecte crític i financer, va ser Rain Man (1988) amb Dustin Hoffman, que interpretava un individu autista, i Tom Cruise. La pel·lícula va guanyar quatre premis Oscar incloent el millor director per Levinson. Avalon (1990) va tancar la trilogia sobre Baltimore i va tornar a portar a Levinson a la cerimònia dels Oscars en ser nominat com a millor guionista. Un any després va ser candidat a l'estatueta com a millor director i pel·lícula per Bugsy (1991), història de gàngsters amb el protagonisme de Warren Beatty interpretant Bugsy Siegel.
A partir d'aquí la carrera de Levinson ha estat molt irregular. Amb Dustin Hoffman va tornar a coincidir en el drama criminal Sleepers (1996), a la sàtira política La cortina de fum (1997) i en Esfera (1998), una pel·lícula de ciència-ficció basada en una novel·la de Michael Crichton. Altres títols de la seva filmografia són Toys (1992), fantasia amb Robin Williams, Assetjament (1994), una altra adaptació de Crichton, o Bandits (2004), comèdia criminal amb Bruce Willis, Cate Blanchett i Billy Bob Thornton.
La seva darrera pel·lícula és la comèdia What Just Happened (2008), on Robert De Niro interpretava a un productor cinematogràfic basat en la figura d'Art Linson.

## Filmografia
| Any  | Pel·lícula                              | Oscars guanyats | Nominacions a l'Oscar |
| ---- | --------------------------------------- | --------------- | --------------------- |
| 1982 | Best Friends                            |                 |                       |
| 1982 | Diner                                   |                 | 1                     |
| 1984 | El millor                               |                 | 4                     |
| 1985 | El jove Sherlock Holmes                 |                 | 1                     |
| 1987 | Tin Men                                 |                 |                       |
| 1987 | Good Morning Vietnam                    |                 | 1                     |
| 1988 | Rain Man                                | 4               | 8                     |
| 1990 | Avalon                                  |                 | 4                     |
| 1991 | Bugsy                                   | 2               | 10                    |
| 1992 | Toys                                    |                 | 2                     |
| 1994 | Jimmy Hollywood                         |                 |                       |
| 1994 | Assetjament                             |                 |                       |
| 1996 | Sleepers                                |                 | 1                     |
| 1997 | La cortina de fum                       |                 | 2                     |
| 1998 | Esfera                                  |                 |                       |
| 1999 | Liberty Heights                         |                 |                       |
| 2000 | Salvats pels pèls                       |                 |                       |
| 2001 | Bandits                                 |                 |                       |
| 2004 | Enveja (Envy)                           |                 |                       |
| 2006 | Man of the Year                         |                 |                       |
| 2008 | What Just Happened                      |                 |                       |
| 2009 | PoliWood - documental                   |                 |                       |
| 2009 | The Band that Wouldn't Die - documental |                 |                       |
| 2010 | Boone's Lick                            |                 |                       |